# 新婚道中記

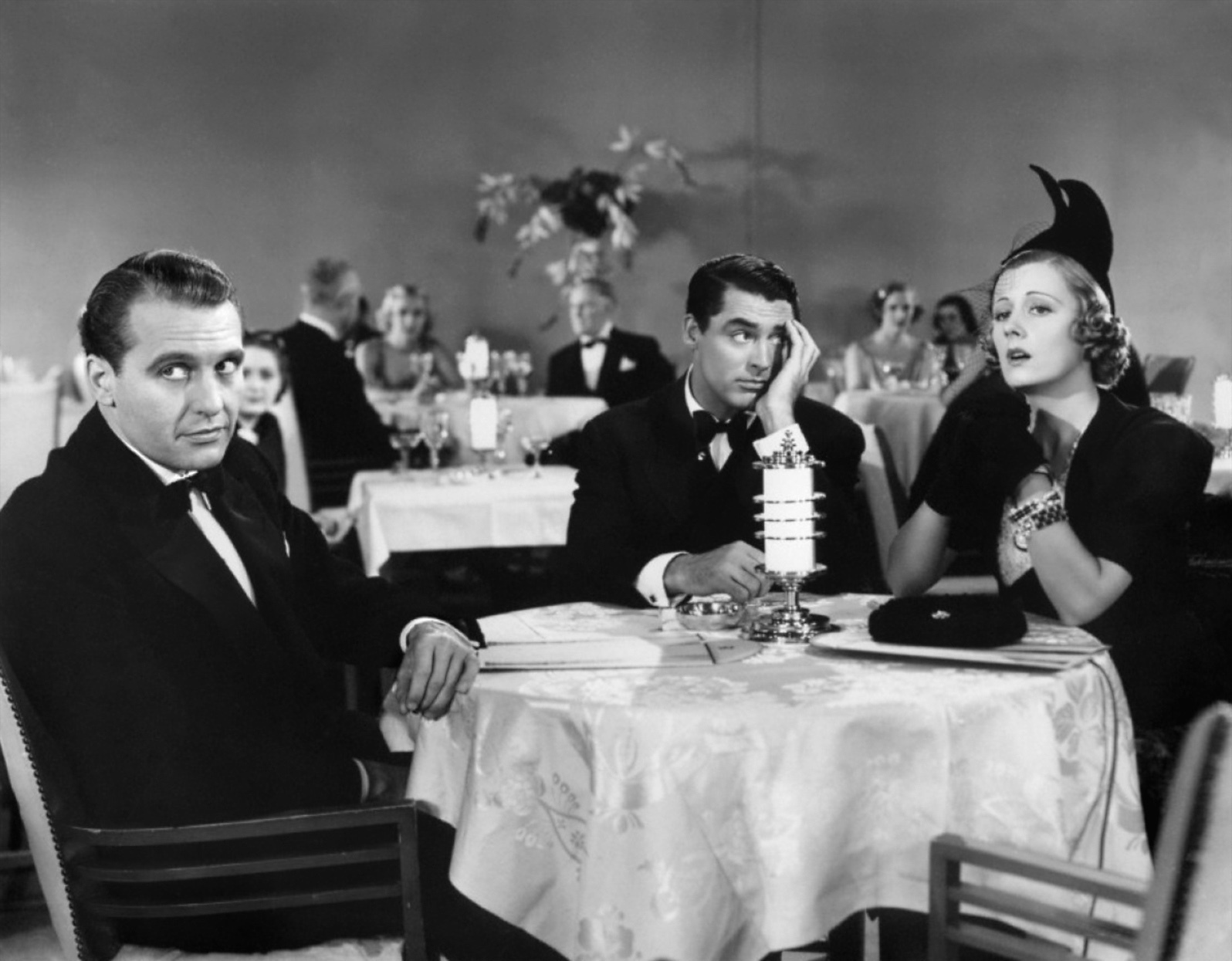
左からラルフ・ベラミー、ケーリー・グラント、アイリーン・ダン

『新婚道中記』（しんこんどうちゅうき、原題・英語: The Awful Truth）は、1937年に製作・公開されたアメリカ合衆国の映画である。レオ・マッケリーが監督、アイリーン・ダンとケーリー・グラントが主演した。ダンとグラントの初の共演作である。二人はこの後『My Favorite Wife』（1940）と『愛のアルバム』（1941）の二作でコンビを組んだ。

## キャスト
- ルーシー：アイリーン・ダン
- ジェリー（ルーシーの夫）：ケーリー・グラント
- ダン・リーソン：ラルフ・ベラミー
- アルマン・デュヴァル：アレクサンダー・ダルシー
- パッツィ（ルーシーの叔母）：セシル・カニンガム

## スタッフ
- 監督/製作：レオ・マッケリー
- 脚本：シドニー・バックマン、ヴィニャ・デルマー
- 音楽：ベン・オークランド
- 撮影：ジョゼフ・ウォーカー
- 編集：アル・クラーク
- 美術：ライオネル・バンクス、スティーヴン・グーソン
- 衣裳：ロバート・カロック

## アカデミー賞受賞・ノミネーション
- 受賞
  - 監督賞：レオ・マッケリー
- ノミネーション
  - 作品賞
  - 主演女優省：アイリーン・ダン
  - 助演男優賞：ラルフ・ベラミー
  - 脚本賞：ヴィニャ・デルマー
  - 編集賞：アル・クラーク

## 備考
- この映画の中では犬と猫がそれぞれ芸達者な演技を見せており、いずれも話の展開上重要な役割を演じている。